# Heinrich Rösler
Heinrich Rösler (* 23. September 1868 in Heinzendorf, Kreis Münsterberg; † 12. Juni 1931 in Breslau) war ein deutscher Gewerkschafter und Politiker (SPD).

## Leben
Nach dem Besuch der Volksschule absolvierte Heinrich Rösler eine Maurerlehre und arbeitete anschließend in diesem Beruf. Er schloss sich 1897 der Gewerkschaft an und war von Juni 1899 bis zu seinem Tode als Gauleiter für den Maurer- bzw. Bauarbeiterverband in Breslau angestellt. Zu Beginn des Ersten Weltkrieges war er Aufsichtsratsmitglied des Breslauer Konsumvereins „Vorwärts“.
Rösler trat in die SPD ein und kandidierte von 1903 bis 1912 mehrmals erfolglos für den Reichstag. Von 1920 bis 1921 gehörte er der Verfassunggebenden Preußischen Landesversammlung an und im Dezember 1924 wurde er als Abgeordneter in den Preußischen Landtag gewählt, dem er bis 1932 angehörte. Weiterhin war er von 1921 bis 1924 stellvertretendes Mitglied des Preußischen Staatsrates.